# Whim Road
Pour les articles homonymes, voir Whim.
Whim Road est une communauté dans le comté de Kings sur l'Île-du-Prince-Édouard, au Canada, au sud-est de Montague.